# Wirtschaftswoche
Wirtschaftswoche é uma revista de informações de negócios alemã.
A revista foi estabelecida em 1946. A sua editora, o Verlagsgruppe Handelsblatt, então publica o jornal de negócios Handelsblatt. Oferece notícias relacionados com economia. Seu audiências de alvo são os gestores e empresários. No período de 2001–2002, a Wirtschaftswoche teve uma tiragem de 187 mil cópias. Para o primeiro trimestre de 2005, a circulação da revista atingiu 183 156 cópias, tornando-se a publicação semanal de negócios mais vendido na Alemanha. Sua circulaçãopago é de 155 085 cópias no segundo semestre de 2013.